# Acanthodica
Acanthodica là một chi bướm đêm thuộc họ Noctuidae.

## Các loài
- Acanthodica albiplena Prout, 1919
- Acanthodica cabra Dognin, 1894
- Acanthodica chiripa Dognin, 1894
- Acanthodica coelebs Prout, 1919
- Acanthodica daunus (Druce, 1894)
- Acanthodica drucei (Dognin, 1889)
- Acanthodica emittens (Walker, 1857)
- Acanthodica fassli Zerny, 1916
- Acanthodica fosteri Hampson, 1913
- Acanthodica frigida Jones, 1921
- Acanthodica grandis Schaus, 1894
- Acanthodica hages Druce, 1900
- Acanthodica lignaris Schaus, 1894
- Acanthodica penicillum Felder & Rogenhofer, 1874
- Acanthodica sinuilinea Prout, 1919
- Acanthodica splendens (Druce, 1889)
- Acanthodica xylinoides Schaus, 1894